# Persea benthamiana
Persea benthamiana är en lagerväxtart som beskrevs av Carl Daniel Friedrich Meisner. Persea benthamiana ingår i släktet avokador, och familjen lagerväxter. Inga underarter finns listade i Catalogue of Life.